# John Coprario
John Coprario, właśc. John Cooper, znany też jako John (Giovanni) Cowper lub Coperario (ur. między 1570 a 1580, zm. w czerwcu 1626 w Londynie) – angielski kompozytor, lutnista, wiolista i pedagog. 

## Życiorys
Przypuszczalnie kształcił się we Włoszech, gdzie mógł przyjąć zitalizowaną wersję swojego nazwiska, której używał później do końca życia. W 1603 roku przez pewien czas przebywał w Niderlandach, następnie około 1605 roku powrócił do Anglii. Związany z dworem Stuartów, był nauczycielem muzyki przyszłego króla Karola I. Współpracował z Thomasem Campionem w tworzeniu masek i muzyki okolicznościowej. Jego uczniami byli William i Henry Lawes.

## Twórczość
Tworzył głównie muzykę świecką. Należał do prekursorów angielskiej muzyki kameralnej na instrumenty smyczkowe, jako jeden z pierwszych angielskich kompozytorów wprowadził także w swoich utworach skrzypce, przyczyniając się do wyparcia wioli. Zasłynął głównie jako twórca fantazji i fantazji-suit na zespół wiol lub skrzypiec z towarzyszeniem organów. Pisał ponadto pieśni, madrygały, villanelle. Jest także autorem wydanego przed 1617 rokiem podręcznika Rules how to Compose.